# Ardisia paupera
Ardisia paupera är en viveväxtart som beskrevs av Carl Christian Mez. Ardisia paupera ingår i släktet Ardisia och familjen viveväxter. Inga underarter finns listade i Catalogue of Life.